# SLBP
SLBP (англ. Stem-loop binding protein) – білок, який кодується однойменним геном, розташованим у людей на короткому плечі 4-ї хромосоми.  Довжина поліпептидного ланцюга білка становить 270 амінокислот, а молекулярна маса — 31 286.
| 10         |  | 20         |  | 30         |  | 40         |  | 50         |
| ---------- |  | ---------- |  | ---------- |  | ---------- |  | ---------- |
| MACRPRSPPR |  | HQSRCDGDAS |  | PPSPARWSLG |  | RKRRADGRRW |  | RPEDAEEAEH |
| RGAERRPESF |  | TTPEGPKPRS |  | RCSDWASAVE |  | EDEMRTRVNK |  | EMARYKRKLL |
| INDFGRERKS |  | SSGSSDSKES |  | MSTVPADFET |  | DESVLMRRQK |  | QINYGKNTIA |
| YDRYIKEVPR |  | HLRQPGIHPK |  | TPNKFKKYSR |  | RSWDQQIKLW |  | KVALHFWDPP |
| AEEGCDLQEI |  | HPVDLESAES |  | SSEPQTSSQD |  | DFDVYSGTPT |  | KVRHMDSQVE |
| DEFDLEACLT |  | EPLRDFSAMS |  |            |  |            |  |            |

A: Аланін

C: Цистеїн

D: Аспарагінова кислота

E: Глутамінова кислота

F: Фенілаланін

G: Гліцин

H: Гістидин

I: Ізолейцин

K: Лізин

L: Лейцин

M: Метіонін

N: Аспарагін

P: Пролін

Q: Глутамін

R: Аргінін

S: Серин

T: Треонін

V: Валін

W: Триптофан

Кодований геном білок за функціями належить до рибонуклеопротеїнів, фосфопротеїнів. 
Задіяний у таких біологічних процесах як процесінг мРНК, альтернативний сплайсинг. 
Білок має сайт для зв'язування з РНК. 
Локалізований у цитоплазмі, ядрі.